# 益田弘二
益田 弘二（ますだ こうじ、1944年（昭和19年）2月1日 - 2022年（令和4年）8月28日）は、日本のボクサー。

## 経歴・人物
早稲田大学在学中に、1964年東京オリンピックに男子ライトミドル級で出場した。